# Biblioteca Estatal y Universitaria de Königsberg
La Biblioteca Estatal y Universitaria de Königsberg (en alemán: Staats- und Universitätsbibliothek Königsberg) fue una biblioteca estatal y académica ubicada en Königsberg, Prusia Oriental, Alemania. Una de las bibliotecas más prestigiosas del Sprachraum del este de Alemania, comparable solo a la Biblioteca Universitaria de Breslau, en Silesia en el sureste de Alemania (Breslau fue renombrada como Breslavia en el suroeste de Polonia desde la Segunda Guerra Mundial). La biblioteca de la Universidad de Königsberg se desarrolló desde el siglo XVI a partir de varias bibliotecas más pequeñas. Fue destruida en 1944 durante la Segunda Guerra Mundial en la invasión de la Unión Soviética, después de lo cual la ciudad fue ocupada y pasó a llamarse Kaliningrado. 

## Historia

### Biblioteca de la Cámara
Alberto I de Prusia (1490-1568), fundó la Biblioteca de la Cámara (Kammerbibliothek) o la Biblioteca Alemana (Deutsche Bibliothek) sobre la puerta del Castillo de Königsberg con unas cien obras menores. Su primer director fue el secretario ducal Balthasar Gans. Debido a que Alberto solo tenía un conocimiento rudimentario de la lengua latina, la colección contenía libros en alemán y traducciones al alemán de textos extranjeros. Sus autores se encontraban entre los más influyentes de la reforma protestante del siglo XV, incluidos Martín Lutero, Lázaro Spengler, Martín Bucero, Johann von Staupitz, Andreas Karlstadt, Johannes Ecolampadio, y Urbanus Rhegius. Otros volúmenes incluyeron temas legales, históricos, geográficos y médicos. Al final de la vida de Alberto, la biblioteca de la cámara ducal se había ampliado a quinientos volúmenes. La Biblioteca de la Cámara fue pasada a la Biblioteca del Castillo en 1583.

### Biblioteca de Plata

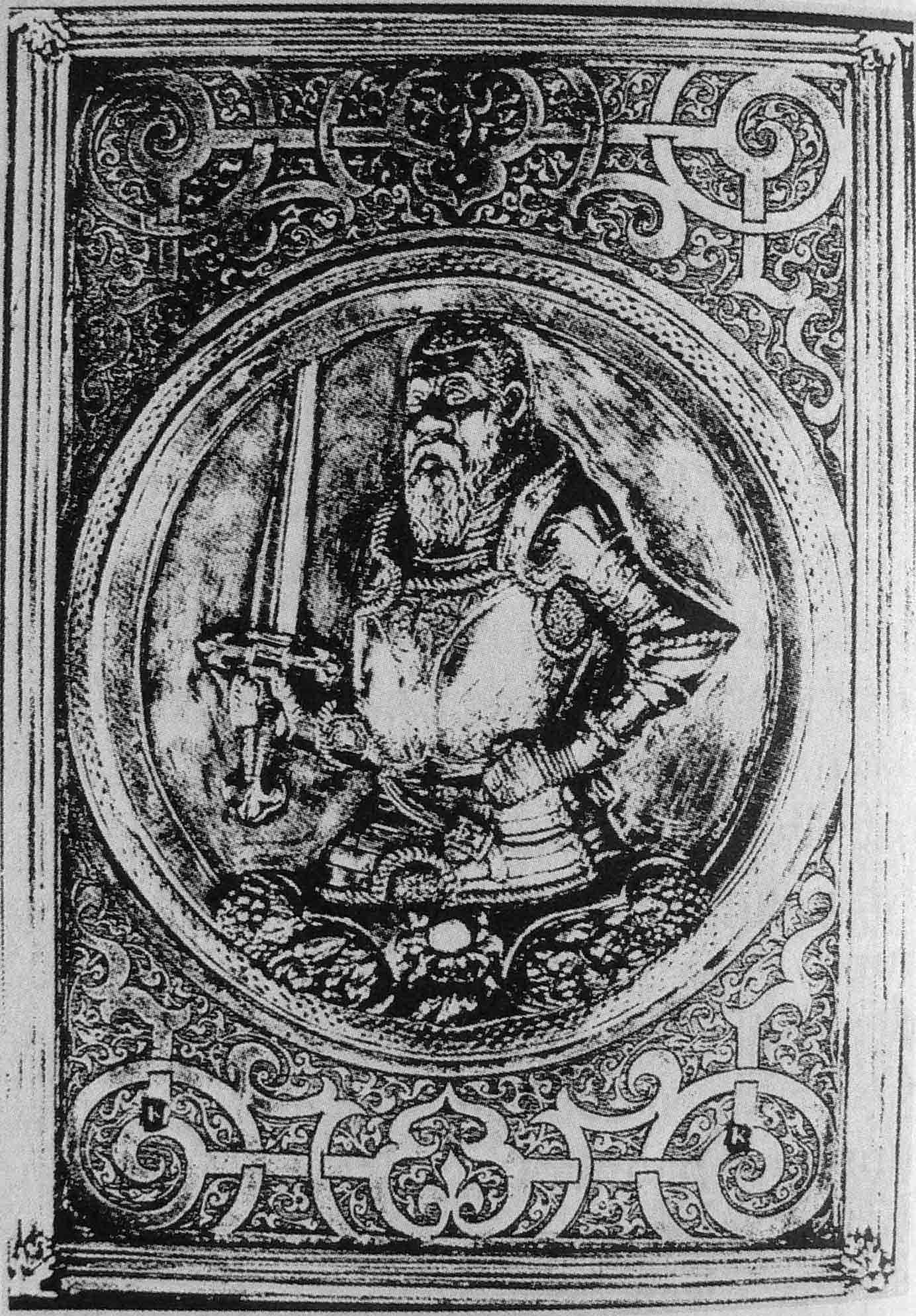
Representación de Alberto I de Prusia (1490-1568) en una cubierta de plata

La parte más apreciada de la Biblioteca de la Cámara era la Biblioteca de Plata (Silberbibliothek). Inicialmente, solo dos de los volúmenes de Alberto estaban unidos con placas de plata repujada por los plateros, pero se expandió a veinte después del segundo matrimonio del duque con Anna Marie de Brunswick-Lüneburg en 1550. Además de la espléndida Biblia de Lutero de Cornelius Vorwend de Núremberg, también hubo tres obras de Paul Hoffmann, seis de Gerhard Lenz, y cinco de Hieronymus Kösler, las tres últimas, todas de Königsberg.
El 20 de agosto de 1611, la Biblioteca de Plata pasó a los directores de la Biblioteca del Castillo. Fue evacuada temporalmente a Küstrin durante la Guerra de los Siete Años (1756-1763), a Memel (más tarde renombrada como Klaipeda) durante la Guerra de la Cuarta Coalición (1806-1807) en las Guerras napoleónicas mundiales (1803-1815), y a Berlín durante la Primera Guerra Mundial (1914-1918). Desde 1924 se exhibió como parte del museo de los Caballeros Teutónicos en el Castillo de Königsberg. Fue trasladada a la mansión en Karwinden durante la Segunda Guerra Mundial (1939-1945), pero se perdió en medio del daño de batalla de la guerra en el Frente Oriental con la invasión de la Unión Soviética.

### Biblioteca del castillo
Alentado por la afluencia de personas educadas a Königsberg, Alberto estableció para los académicos la Biblioteca del Castillo (Schloßbibliothek) o la Nueva Biblioteca (Neue Bibliothek, Bibliotheca nova), el núcleo de la posterior Biblioteca del Estado, junto a su privada Biblioteca de la Cámara en 1529. Crotus Rubeanus de Turingia reunió sesenta y tres volúmenes en su mayoría latinos y griegos de setenta autores. Creció en tamaño para requerir un bibliotecario, el eficiente Félix König (Rex) de Gante, también conocido como Polifemo, quien instituyó catálogos sistemáticos y alfabéticos. La fecha de inicio de Polifemo, el 5 de diciembre de 1534, ha sido considerada como el comienzo informal de la biblioteca.
Alberto hizo pública la Biblioteca del Castillo en 1540, que fue un acto celebrado por teólogos y humanistas y elogiado por Willem Gnapheus en la poesía latina. En ese momento contenía 1600 títulos en 800 volúmenes. Considerada la primera biblioteca pública de Europa, antes de la Biblioteca Bodleiana que fue abierta al público en 1602. Entre 1541 y 1543, la Biblioteca del Castillo también adquirió la Ordensbibliothek, la biblioteca de la Orden Teutónica anteriormente en Tapiau. En el momento de la muerte de Polifemo en 1549, la Biblioteca del Castillo contaba con 2400 obras en 1200 volúmenes. 
Los sucesores inmediatos de Polifemo fueron Martin Chemnitz de Treuenbrietzen (trabajando entre 1550 a 1553) y David Milesius de Nysa. La Biblioteca del Castillo floreció a través de la dirección de Heinrich Zell (trabajó entre 1557 a 1564), quien agregó 1000 volúmenes y la reorganizó. Posiblemente fue por una sugerencia de Zell que Alberto decretó en 1557 que una copia de todos los libros impresos en Prusia se incluyese en la Biblioteca del Castillo; el depósito legal continuó hasta 1945. Los sucesores de Zell fueron Johann Steinbach (trabajó entre 1564 a 1566), Michael Scrinius de Danzig (trabajó entre 1566 a 1585), y Matías Menius de Danzig. 
La Biblioteca del Castillo adquirió la Biblioteca de la Cámara en 1583 y la Biblioteca de Plata en 1611. Bajo el liderazgo de Menius, en 1600 el Schlossbibliothek adquirió 204 volúmenes legales y 196 volúmenes teológicos. Sin embargo, comenzó a estancarse en 1618 después de la herencia del Ducado de Prusia por el Margraviato de Brandeburgo; los gobernantes de Hohenzollern se centraron en desarrollar las bibliotecas de Berlín en lugar de Königsberg. Desde 1621 y 1658 solo se agregaron 343 volúmenes a este último. A finales del siglo XVII adquirió la colección de Bogusław Radziwiłł. 

### Biblioteca de Wallenrodt
La Biblioteca de Wallenrodt (Wallenrodtsche Bibliothek) de la Catedral de Königsberg fue establecida por el canciller ducal del siglo XVII, Martín von Wallenrodt (1570–1632), cuya primera colección de 3000 volúmenes fue destruida por un incendio en 1623. Martín comenzó una segunda colección que llegó a 2000 volúmenes después de su muerte y luego fue continuada por su hijo, Johann Ernst von Wallenrodt (1632-1696), quien agregó otros 1000 volúmenes. Ernst von Wallenrodt (1651–1735) donó 2000 volúmenes más en 1718.
Los bibliotecarios incluyeron al profesor Christian Heinrich Gütther (trabajó entre 1738-1755), Johann Heinrich Daniel Moldehawer (trabajó entre 1756-1763), Carl Andreas Christiani (trabajó entre 1763-1780), profesor de derecho Wilhelm Bernhard Jester (trabajó entre 1780-85), y Georg Ernst Sigismund Hennig. Rudolf Reicke contó 10 334 volúmenes, incluyendo 200 manuscritos y 85 incunables.
La Biblioteca Wallenrodt se incorporó a la Biblioteca Estatal y Universitaria en 1909, con 7000 volúmenes tomados por las instalaciones de Mitteltragheim y 3500 volúmenes restantes en la catedral de Königsberg. Estos últimos fueron destruidos por el bombardeo de Königsberg en agosto de 1944 durante la Segunda Guerra Mundial. 

### Biblioteca universitaria
La Biblioteca universitaria (Universitätsbibliothek) se estableció en 1544 como una pequeña biblioteca académica para la Albertina, la nueva Universidad de Königsberg. Sin embargo, fue durante mucho tiempo eclipsada por las bibliotecas de la Cámara y el Castillo. Comenzó a expandirse durante la Era de la Ilustración a través de esfuerzos privados, en lugar del apoyo estatal. Michael Lilienthal (1686–1750) era bibliotecario a principios del siglo XVIII, mientras que durante la administración de Martín Sylvester Grabe el Joven (1674–1727) adquirió 800 volúmenes. Los bibliotecarios teólogos Johannes Behm (vivió entre 1687 y 1753) y Friedrich Samuel Bock (1716–1785) agregaron 1744 y 2469 volúmenes, respectivamente. Desde 1765-1772, Immanuel Kant se desempeñó como asistente de bibliotecario. El físico Karl Daniel Reusch fue bibliotecario desde 1779 hasta 1806. La Biblioteca de la Universidad a menudo recibía donaciones, como 3000 volúmenes y la colección de monedas del matemático David Bläsing (1660–1719), la importante colección del profesor Cölestin Kowalewski (1700-1771), parte del patrimonio del teólogo Georg Christoph Pisanski, y una donación del comerciante de Tilsit, Johann Daniel Gordack en 1790.
La Biblioteca de la Universidad de esa época estaba ubicada en dos salas dentro del castillo de Königsberg, entre la Schlosskirche y una torre. La biblioteca solo estaba abierta dos días a la semana durante tres horas, y no estuvo abierta durante el invierno de 1772 y 1773 porque Bock no quería trabajar durante el frío. Al final del período de Bock en 1779, la colección de manuscritos e incunables de la biblioteca se había ampliado a 14 000. La Biblioteca de la Universidad recibió la colección del Etatsministerium en 1805, ya que el ministerio del gobierno se había disuelto el año anterior. La biblioteca también adquirió la colección de la Deutsche Gesellschaft. 
Georg Heinrich Ludwig Nicolovius fue bibliotecario desde 1807 hasta 1809, pero su administración efectiva adquirió 2832 volúmenes, más de lo que Reusch había logrado durante mucho más tiempo. La colección de historia fue predominante, seguida por la teología y la filología. Los clásicos alemanes y europeos empezaron a aparecer durante la administración de Nicolovius.

### SigloXIX
En 1810, durante la era de las reformas prusianas, varias de las colecciones de la ciudad, incluida la Biblioteca del Castillo, la Biblioteca de la Universidad, la Biblioteca Pública y la Biblioteca Keyserling, se trasladaron al Königshaus, un palacio real construido para el rey Federico Guillermo I en 1731 en Neue Sorge. La Biblioteca del Castillo se convirtió de esa forma en la Biblioteca Real (Königliche Bibliothek) el 21 de febrero de 1810 y fue administrada por una curador universitario. Las bibliotecas reales y universitarias se unieron como Biblioteca Real y Universitaria (Königliche- und Universitätsbibliothek) en 1827. La Biblioteca Keyserling se trasladó a Rautenberg en 1821, mientras que la Biblioteca Pública se trasladó a Kneiphof en 1875. 
La biblioteca contó entre sus donaciones la colección personal de Johann Friedrich Herbart (1776–1841). En 1858, el bibliófilo Friedrich August Gotthold (1839-1880), director del Collegium Fridericianum, donó su colección personal de 36 000 volúmenes a la biblioteca. La colección de Gotthold incluía bellas letras, filología clásica, pedagogía, historia, geografía y música desde el Renacimiento. En 1860 recibió la colección de su bibliotecario en jefe, Christian August Lobeck (1781–1860). 
En 1890 la Biblioteca Real y Universitaria contaba con 263 636 volúmenes. Las colecciones y Nachlässe adquiridas a finales de siglo incluyeron a Friedrich Zanders (1811–94), Gustav Hirschfeld (1847–95), Jakob Caro (1835–1904) y August Hagen (1834–1910). La Nachlass del filósofo Johann Georg Hamann (1730–88), el Mago del Norte, se añadió en 1905.

### SigloXX
La Biblioteca Real y Universitaria se mudó de Neue Sorge a Tragheim en 1901. La nueva institución se construyó en Mitteltragheim en lugar del palacio barroco Braxein-Tettau, que una vez fue propiedad del boticario y concejal August Wilhelm Hensche. La carretera contigua Henschestraße fue nombrada en su honor. Los bibliotecarios incluyeron a Fritz Milkau y Ernst Kuhnert. En 1909, se agregó la Biblioteca Wallenrodt, la colección noble y de servicio civil preeminente de la provincia.
La institución se convirtió en la Biblioteca Estatal y Universitaria (Staats- und Universitätsbibliothek) después de la abdicación de la Casa de Hohenzollern en 1918. Kuhnert publicó una historia de la biblioteca en 1926. Otras colecciones afiliadas a la biblioteca unida fueron la del Observatorio de Koenigsberg y la Handbibliothek para uso de los estudiantes. 
En 1939 la biblioteca Estatal y Universitaria contenía 685 000 volúmenes. A principios de 1944, muchas de las colecciones más valiosas de la biblioteca fueron evacuadas a palacios y mansiones cercanas. La biblioteca fue destruida en el bombardeo de Königsberg en agosto de 1944 durante la Segunda Guerra Mundial. Posteriormente, los textos sobrevivientes fueron adquiridos por expertos e instituciones soviéticas y polacas. 
Los restos de la Biblioteca Estatal y Universitaria se pueden encontrar en los siguientes países y bibliotecas:

- Alemania: Archivos privados del Estado Prusiano en Berlín;
- Lituania: Biblioteca de la Universidad de Vilna y Biblioteca Nacional Martynas Mažvydas de Lituania en Vilna;
- Polonia: Biblioteca de la Universidad Nicolás Copérnico de Toruń en Toruń; Hosianum en Olsztyn
- Rusia: Universidad Estatal Immanuel Kant en Kaliningrado; la Biblioteca del Estado Ruso, la Biblioteca de Historia Pública del Estado, la Biblioteca de Literatura Extranjera, e INION en Moscú; Novosibirsk; Biblioteca de la Academia Rusa de Ciencias en San Petersburgo; y la Biblioteca de la Universidad Estatal de Vorónezh en Vorónezh.